# Dorbignyolus mirecribratus
Dorbignyolus mirecribratus là một loài bọ cánh cứng trong họ Bọ hung (Scarabaeidae).